# L'Amour l'après-midi
L'Amour l'après-midi és una pel·lícula francesa dirigida per Éric Rohmer, estrenada el 1972, última entrega del cicle de "Sis contes morals" (Six contes moraux).

## Argument
Frédéric és un professional liberal, viu amb l'Hélène, la seva esposa, professora d'anglès i la seva filla als afores de Paris. Té un despatx propi que comparteix amb el seu soci Gérard. Aprofita l'hora de dinar per treballar i acostuma a sortir una mica més tard a prendre alguna cosa i la resta del temps el dedica a passejar o anar de compres. Una tarda es presenta a l'oficina la Chloé, ex-núvia d'un amic. Les visites de la jove continuen i trenquen la vida monòtona d'en Frédéric. Si bé al principi ell se sentia incòmode, cada vegada si sentirà més a gust, fins al punt de trobar-la a faltar quan desapareix uns dies. El segon fill de l'Hélène i en Frédéric acaba de néixer. La Chloé treballa en una botiga de roba, una feina que li ha trobat en Frédéric, qui la visita sovint. La jove li confessarà un projecte que té al cap que farà dubtar el protagonista.

## Repartiment
- Bernard Verley: Frédéric, el narrador
- Zouzou: Chloé
- Françoise Verley: Hélène
- Daniel Ceccaldi: Gérard
- Malvina Penne: Fabienne, secretària
- Babette Ferrier: Martine, secretària
- Danièle Malat: clienta de la botiga
- Pierre Nunzi: venedor
- Tina Michelino: passatgera del tren
- Jean-Louis Livi: amic de Frédéric al cafè
- Sylvaine Charlet: hostatgera
- Irène Skoblini: venedora

En l'escena del somni
- Haydée Politoff
- Marie-Christine Barrault
- Aurora Cornu
- Béatrice Romand
- Laurence de Monaghan

## Al voltant de la pel·lícula
La pel·lícula és, en certa forma, una antítesi de l'anterior film de la sèrie. L'acció de L'Amour l'après-midi passa a la gran ciutat, en un retrat de l'acfivitat laboral, a diferència de Le Genou de Claire, en ambient rural i temps de vacances. També el personatge protagonista, en Frédéric sembla un personatge més discret i convencional que en Jérôme. La seva vida gira entorn la família i la feina, aprofitant els seus viatges en tren i el temps del migdia per reflexionar sobre l'amor i la bellesa. El film se centra en tres personatges, en Frédéric (protagonista i narrador), Hélène (esposa) i Chloé (temptació), sense la presència del personatge de segona dona (mediadora) present en els altres contes de la sèrie. A més el fet que des del principi el protagonista està casat i la seqüència del somni on surten els personatges femenins de les anteriors pel·lícules ens donen un caire de tancament del cicle. La fotografia del llargmetratge va anar a càrrec de Néstor Almendros. Rodada en 35 mm, els exteriors a Paris i en estudi per les escenes de l'oficina i l'estudi de la Chloé.

## Sis contes morals
L'origen dels Contes morals el trobem en una sèrie de relats que Éric Rohmer va escriure a finals dels anys quaranta i que donaran lloc al cicle compost per dos curts inicials i quatre llargmetratges que es van rodar entre els anys 1962 i 1972. L'amour l'après-midi va ser el sisè i últim film que va tancar la sèrie. L'èxit dels tres últims contes morals, fa que al voltant de 1970 Éric Rohmer sigui reconegut com l'autor d'un tipus de pel·lícules molt personals, gairebé considerades com un gènere propi, que compta amb un públic molt fidel. A França, Ma nuit chez Maud va superar el milió d'espectadors, L'Amour l'après-midi, gairebé va assolir també el milió i Le Genou de Claire, prop dels 700.000 espectadors.